# Isabel Boltenstern
Isabel Maria Charlotte Boltenstern, född 2 juli 1991 i Helsingborg, är en svensk sportreporter och programledare i TV.
Boltensterns intresse för hockeyn började då hon var liten och följde med familjen på Rögles matcher. Boltenstern utbildade sig på journalisthögskolan i Stockholm. Hon började samtidigt videoblogga och blev upptäckt av media. Hennes första TV-jobb blev som sportreporter för Viasat under 2013, och där rapporterade hon under de olympiska vinterspelen 2014. Hon började arbeta som sportreporter för Discovery Networks Sweden 2015. Hon blev nominerad till årets sport-tv-profil inför Kristallen 2017.
Våren 2020 släppte Boltenstern boken Lycka till med resten av livet (Mondial, Stockholm) som handlar om hur man kan hantera stress, prestationsångest och maktstrukturer i en mansdominerad värld.